# Praga N
Praga N byl těžký nákladní automobil vyráběný Automobilním oddělením První českomoravské továrny na stroje v Praze-Libni mezi lety 1915–1937. Vůz s užitečnou hmotností 5 až 6 tun byl opatřen čtyřválcovým zážehovým motorem a kardanovým hřídelem. Vyznačoval se robustností a spolehlivostí a stal se jedním z nejrozšířenějších nákladních vozů v předválečném Československu. Vzniklo kolem dvou tisíc vozů v řadě modifikací, včetně autobusů.

## Historie
Po úspěšném typu V připravil konstruktér ing. František Kec těžší vůz, nově vybavený kardanovým hřídelem. Poháněl jej čtyřválcový zážehový motor objemu 7478 cm³, s válci odlitými ve dvou blocích, který dával nejvyšší výkon 37 kW (50 k) při 1000 ot./min. Převodovka vybavená redukcí měla 8 stupňů vpřed a 2 vzad. Kola byla ocelolitinová s pryžovými obručemi. Vůz dostal označení Praga N (nákladní). Roku 1915 vznikly první dva kusy. Celkem bylo do konce války vyrobeno 120 vozů, dodávaných i s přívěsem Q jako tzv. autovlaky. Celková nosnost soupravy činila 10 tun.
Po válce výroba vozu v nezměněné podobě pokračovala. Roku 1921 došlo ke zvýšení výkonu na 52 k. Větší modernizaci typ N prodělal roku 1924, kdy dostal nový motor se společným blokem válců. Motor o nižším zdvihovém objemu 6080 cm³ dával výkon 55 k při 1200 ot./min. Nově se začala montovat ocelová disková kola opatřená pneumatikami. Kvůli zvětšení rozchodu předních kol se přední disky montovaly prolisem dovnitř, což se stalo jedním z charakteristických znaků typu N. Převodovka měla nově 7+2 rychlostí ve dvou řadách, se společným přímým záběrem. Od roku 1925 se začalo vyrábět také provedení NO (omnibus) se sníženým rámem, určené pro stavbu autobusů a nízkých valníků. Od roku 1931 se vůz Praga N začal alternativně nabízet i se vznětovým motorem podle licence Deutz. Ten měl zdvihový objem 7063 cm³ a výkon 55 k. Tímto motorem bylo vybaveno asi 100 vozů.
Vůz se vyráběl až do roku 1937, kdy jej jako zastaralý nahradil nový typ Praga ND. Do této doby vzniklo přibližně dva tisíce vozů, které se staly nejrozšířenějším domácím těžkým nákladním automobilem v předválečném Československu. Jejich provedení zahrnovala valníky, sklápěče, autobusy, komunální a hasičské vozy a další. Praga N se vyznačovala jednoduchostí, robustností a spolehlivostí a získala lidová pojmenování Enka nebo Nezmar. Řada těchto vozů sloužila v Československu až do počátku 60. let.

## Technické údaje

### Motor a převodovka
Vůz Praga N pohání řadový, vodou chlazený čtyřdobý zážehový čtyřválec s ventilovým rozvodem SV. Motor měl do roku 1923 válce odlité ve dvou blocích, od roku 1924 v jenom bloku. Blok válců má nesnímatelnou hlavu, proto je dno klikové skříně demontovatelné. Blok motoru i válce jsou litinové, karter je z křemíkoliníkové slitiny. Klikový hřídel spočívá ve třech kluzných ložiskách. Chladicí okruh je vybaven vodním čerpadlem. Karburátor původně vlastní Praga, později horizontální značky Zenith. Palivo dopravuje podtlakové čerpadlo. Motor je opatřen tlakovým mazáním ložisek zubovým čerpadlem a zapalováním pomocí magneta. Startování motoru je pomocí elektrického spouštěče nebo ruční klikou. Elektrická soustava pracuje s napětím 12 V, s baterií kapacity 60 Ah.
Převodovka je opatřena redukcí, celkový počet převodových stupňů je 7 vpřed a 2 vzad. Spojka je suchá lamelová, s azbestovým obložením. Točivý moment je veden na zadní kola pomocí kardanového hřídele uvnitř ocelové roury.
Parametry motorů vozu Praga N:
| motor           | zážehový SV                   | zážehový SV                     | vznětový OHV    |
| výroba          | 1915–1923                     | 1924–1937                       | od 1931         |
| zdvihový objem  | 7478 cm³                      | 6080 cm³                        | 7063 cm³        |
| vrtání          | 115 mm                        | 110 mm                          | 115 mm          |
| zdvih           | 180 mm                        | 160 mm                          | 170 mm          |
| Výkon           | 37 kW (50 k) při 1000 ot./min | 40,5 kW (55 k) při 1100 ot./min | 40,5 kW (55 k)  |
| Spotřeba paliva | 50 l /100 km                  | 45 l /100 km                    | 24–28 l /100 km |

### Podvozek

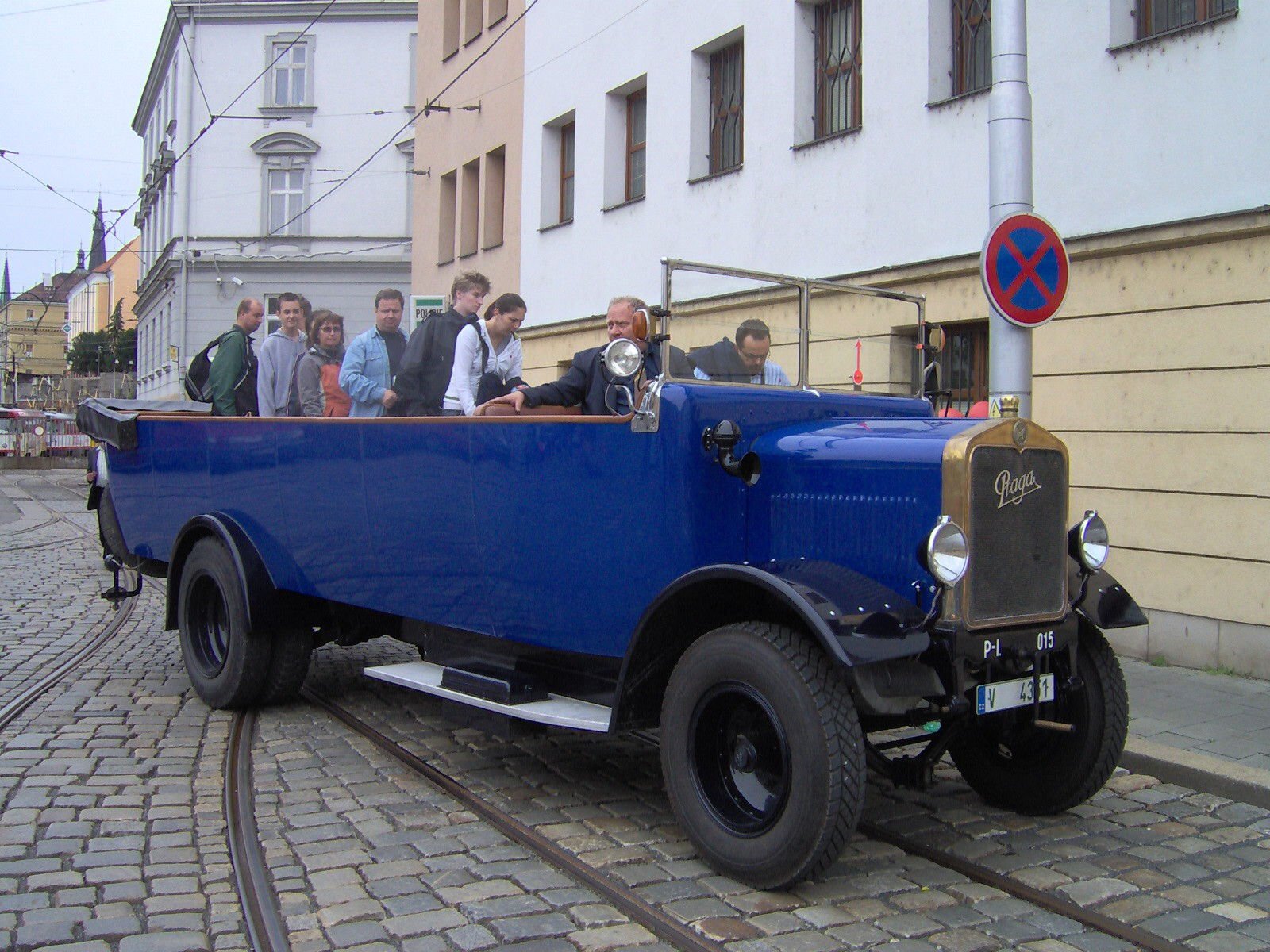
Vyhlídkový autobus na sníženém podvozku Praga NO

Základem podvozku je žebřinový rám, snýtovaný z lisovaných ocelových podélníků. Vpředu je na pomocném rámu uložen motor, za ním se nachází převodovka. Nápravy jsou tuhé, přední je kovaná z profilu I, zadní je dutá, vybavená uzávěrkou diferenciálu a horskou vzpěrou. Odpružení podélnými půleliptickými listovými péry. Na rámu pod plošinou karoserie se nachází palivová nádrž na 140 litrů. Nožní převodová brzda působí na kotouč za převodovkou, ruční brzda ovládá bubnové brzdy na zadních kolech. Přední kola jsou nebrzděná. Kola prvních výrobních sérií jsou ocelolitinová, opatřená plnopryžovým oráfováním, vzadu s dvojmontáží. Pozdější série (od roku 1924) mají ocelová disková kola s pneumatikami 40 x 8“ SS.

### Rozměry a výkony
Rozvor: 4100–4200 mm

Rozchod kol vpředu/vzadu:1550 mm (pryžové obruče), později 1674/1700 mm (pneumatiky)

Světlá výška pod nápravami: 300 mm

Délka: 6400 mm až 6700 mm

Šířka: 2000 mm, později až 2300 mm

Výška: 2420 mm (kabina)

Hmotnost podvozku: 3200–3400 kg

Pohotovostní hmotnost: 4500 kg (valník)

Užitečná hmotnost: 5000 kg, později až 6000 kg

Největší rychlost: 16 km/h (pryžové obruče), později 30–35 km/h (pneumatiky)